# Latro
Latro ist die Bezeichnung eines alten tschechischen Längenmaßes. Latro, das Lachter, galt zu der Zeit, als Böhmen unter Österreich verwaltet wurde.
- 1 Latro = 1,917 Meter